# Dendronephthya gravieri
Dendronephthya gravieri är en korallart som beskrevs av Kükenthal 1910. Dendronephthya gravieri ingår i släktet Dendronephthya och familjen Nephtheidae. Inga underarter finns listade i Catalogue of Life.